# NiKo
Нікола «NiKo» Ковач (раніше відомий як NiKolinho) (народився 16 лютого 1997 року) — боснійський професійний гравець у Counter-Strike 2 (CS2), який грає за Team Falcons. Вважається одним з найбільш механічно обдарованих гравців протягом своєї кар'єри, багато разів боровся за звання найкращого гравця світу.

## Знайомство з Counter-Strike
НіКо почав активно грати в Counter-Strike, починаючи з 2011 року. За цей час він грав у ряді команд, включаючи eu4ia, neWave, maksnet і DEFUSE.maksnet.

## Професійна кар'єра
Його першою професійною командою була FullProof.
В 2012 року, коли вийшов Counter-Strike: Global Offensive перейшов до iNation.
Вражаюча гра з iNation здобула йому славу по всій Європі.
Через три роки, mousesports підписали його в березні 2015 року. Це призвело до сенсаційного поєдинку новачків, де його команду часто називали «Нікоспортс» через його дивовижні індивідуальні виступи.
Протягом року в mousesports він виграв багато різноманітних турнірів.
В 2017 році його купує організація FaZe Clan. Перша велика турнірна перемога Ковача відбулася в StarLadder i-League StarSeries Season 3, після чого пішов безвиграшний період у п'ять місяців.
FaZe був оновлений і зміг бездоганно перемогти на ESL One: New York 2017 і ELEAGUE CS: GO Premier 2017. Після цього, команда прожила два місяці без перемоги, перш ніж отримати трофей Esports Championship Series Season 4 над mousesports в кінці року. Наприкінці року він потрапив у 20-ку кращих 20 HLTV, і протягом року змагався з coldzera .
2020 рік став ще однією перемогою для FaZe, а тепер і IGL Ковач, оскільки вони виграли європейський дивізіон IEM New York 2020 Online над OG . 28 жовтня 2020 року, після трьох з половиною років співпраці з FaZe Clan, Ковач був придбаний G2 Esports і об'єднався зі своїм двоюрідним братом Hunter'ом.
Він вивів свою команду до гранд-фіналу PGL Major Stockholm 2021, але програв домінантній команді Na'Vi . Вони посіли друге місце після тієї ж команди «Народженні Перемагати» на Intel Extreme Masters XVI в Кельні на початку року. У другій половині 2021 року він пройшов через найкращу кар'єру, коли CS: GO повернувся до LAN. Він зайняв третє місце в топ-20 HLTV, поступаючись ZywOo і S1mple .